# Carsula sulciceps
Carsula sulciceps är en insektsart som beskrevs av Carl Stål 1878. Carsula sulciceps ingår i släktet Carsula och familjen gräshoppor. Inga underarter finns listade i Catalogue of Life.